# Repo! The Genetic Opera
Repo! The Genetic Opera är en amerikansk gothic rock-musikal skräckfilm från 2008 av Darren Lynn Bousman och är baserad på en pjäs av Darren Smith och Terrance Zdunich. I huvudrollerna ses Alexa Vega, Paul Sorvino, Anthony Stewart Head och Sarah Brightman.
Premiären ägde rum på Fantasia Film Festival 2008 , och fick kultstatus kort därefter.

## Handling
Året är 2056, och en organsvikt epidemi har förhärjat planeten. I perioden efter tragedin framträder megakorporationen GeneCo som erbjuder transplantationer med hjälp av betalningsplaner som gör att transplantationerna blir mer prisvärda för allmänheten. Uteblir betalningen så jagas kunderna av "Repo Men" - GeneCos skickliga lönnmördare - men kunderna har en tendens att dö under processen. GeneCos VD, Rottissimo "Rotti" Largo upptäcker att han är kroniskt sjuk. Rottis tre barn, Luigi Largo, Pavi Largo och Amber Sweet (Carmela Largo), som bytte namn för att hjälpa henne bli en populär sångare, bråkar över vilken av dem som ska att ärva GeneCo. Rotti tycker inte någon av hans barn är värdiga arvingar då de konstant skämmer ut honom med deras bortskämda attityder, och planerar istället på att lämna sin förmögenhet till 17-åriga Shilo Wallace, dottern till hans tidigare fastmö Marni.
Under tiden längtar Shilo efter att kunna utforska världen. Hon är konstant påmind av hennes överbeskyddande far Nathan att hon har ärvt en sällsynt blodsjukdom av hennes döda mor Marni vilket kräver att hon stannar inomhus. Hon besöker sin mors grav i hemlighet och träffar "The GraveRobber", som gräver upp lik för att dränera dem på Zydrate, en euforisk och extremt beroendeframkallande smärtstillande drog som tillverkas av GeneCo och som avsöndras av lik. Han säljer Zydrate på gatan för att kunna hålla sig till GeneCos avbetalningsplan. Efter att ha blivit medvetslös vaknar Shilo hemma med sin far. Nathan förbereder sig för sitt arbete, inte som läkaren Shilo tror att han är, utan som GeneCos bästa "Repo Man". Nathan tror att han mördade Marni med en behandling som han uppfann för hennes sjukdom. Sanningen är dock att Rotti förgiftade Marnis medicin bakom Nathans rygg som hämnd för att hon lämnade honom. Rotti utpressar Nathan genom att lova att skydda honom och Shilo om han går med på att återta organ åt GeneCo.

## Rollista (urval)
- Alexa Vega - Shilo Wallace
- Paul Sorvino - Rotti Largo
- Anthony Head - Nathan Wallace
- Sarah Brightman - Blind Mag
- Paris Hilton - Amber Sweet
- Bill Moseley - Luigi Largo
- Nivek Ogre - Pavi Largo
- Terrance Zdunich - GraveRobber
- Sarah Power - Marni Wallace